# Eric Van Meir
Eric Van Meir (* 28. Februar 1968 in Deurne) ist ein ehemaliger belgischer Fußballspieler. Er ist derzeit als Assistenztrainer bei Lierse SK tätig.

## Profikarriere

### Anfänge in Berchem (1985–1991)
Van Meir begann seine fußballerische Karriere in seiner Heimatstadt Antwerpen. Dort spielte er anfangs für den KSK Hoboken aus dem gleichnamigen Stadtteil. Von dort ging er zum Lokalrivalen Berchem Sport, wo er wenig später zu seinen ersten Profieinsätzen kam. Mit dem damaligen Zweitligisten stieg er direkt in die erste belgische Division auf und machte dort erstmals über die Stadtgrenze hinaus auf sich aufmerksam. Dennoch verblieb die Mannschaft nur ein Jahr in der Liga, ehe sie als Tabellenletzter wieder abstieg. In der zweiten Liga spielte er mit Berchem schließlich drei Jahre, um 1990 sogar den Abstieg in die dritte Liga hinnehmen zu müssen. Als dort nicht der direkte Wiederaufstieg gelang, verließ er 1991 den Verein.

### Sporting Charleroi (1991–1996)
1991 ging er zu Sporting Charleroi in die erste Liga. In Charleroi verletzte sich Van Meir direkt in der Saisonvorbereitung relativ schwer. Diese Verletzung zwang ihn dann schließlich dazu, den Rest der Saison von den Tribüne zu verfolgen. So kam er erst zu Beginn der nächsten Saison zu seinen ersten Einsätzen bei Charleroi, die zumeist relativ kurz waren. In der folgenden Saison gelang ihm dennoch der Durchbruch und er konnte sich als Stammspieler etablieren. Zudem erreichte er mit der Mannschaft nach Siegen über den FC Brügge und den RSC Anderlecht das belgische Pokalfinale. Dieses verlor Charleroi allerdings mit 0:2 gegen Standard Lüttich. Lüttich war zwar als Ligazweiter schon für den UEFA-Pokal qualifiziert, da dieser aber weniger bedeutend war als der Europapokal der Pokalsieger nahm Lüttich an diesem teil und Charleroi blieb eine Teilnahme am Europapokal verwehrt. Dafür gelang es Van Meir und seiner Mannschaft sich in der nächsten Saison als Tabellenvierter erstmals für den UEFA-Pokal zu qualifizieren. Doch nachdem Robert Waseige den Verein verlassen hatte und durch Georges Leekens ersetzt wurde, lief in der Mannschaft nicht mehr viel zusammen und so scheiterte sie in der ersten Runde an Rapid Bukarest und wurde auch in der Liga nur dreizehnter. Unter dem neuen Trainer Luka Peruzović spielte Van Meir noch eine Saison in Charleroi und wechselte danach zum Lierse SK.

### Lierse SK (1996–2001)
1996 wechselte er zum Ligakonkurrenten Lierse SK. Mit Lierse wurde er direkt in seinem ersten Jahr unter Trainer Eric Gerets belgischer Meister und qualifizierte sich somit erstmals für die Champions League. In Europas Königsklasse war die Mannschaft chancenlos und wurde mit nur einem Punkt letzter in der Gruppenphase. Auch in der Liga konnte die Mannschaft den Erfolg aus dem Vorjahr nicht bestätigen und wurde als Titelverteidiger nur siebter in der Abschlusstabelle. Das zeigte, dass die Mannschaft den Abgang von Gerets nur schwer verkraftet hatte. Doch nach der Entlassung des neuen Trainers Jos Daerden zum Ende der Saison hin spielte die Mannschaft wieder besser und gewann unter Daerdens Nachfolger Walter Meeuws im folgenden Jahr den belgischen Pokal nach einem 3:1-Sieg gegen Standard Lüttich. In der Liga hingegen konnte Lierse nicht an vergangene Erfolge anknüpfen und wurde erneut siebter. In den beiden nächsten Jahren versank Lierse schließlich im Tabellenmittelfeld und wurde ein Mal neunter sowie ein Mal zehnter. Als Meeuws 2001 Lierse verließ, ging auch Van Meir.

### Karriereausklang in Lüttich (2001–2003)
2001 schloss er sich also Standard Lüttich an. Dort spielte er unter Michel Preud’homme eine gute erste Runde und wurde fünfter in der Liga. Preud’homme wurde in der Folgesaison dann durch Van Meirs alten Trainer aus Charleroi, Robert Waseige, ersetzt. Unter dessen Leitung kam er auf Grund von Verletzungen kaum noch zum Einsatz und beendete nach einem enttäuschenden siebten Platz seine Karriere.

## Belgische Nationalmannschaft
In der belgischen Nationalmannschaft gab Van Meir sein Debüt im Oktober 1993 in einem Freundschaftsspiel gegen Gabun. Danach folgten weitere Nominierungen und ein Jahr später nahm er sogar an der Weltmeisterschaft in den USA teil, kam aber zu keinem Einsatz und Belgien schied in der zweiten Runde aus. Danach dauerte es vier Jahre, bis Belgien wieder an einem Turnier bzw. einer WM teilnahm, da es die Qualifikation zur Europameisterschaft 1996 verpasst hatte. Van Meir wurde auch diesmal in den Kader der Belgier berufen, blieb aber erneut ohne Einsatz. Stattdessen stand er in diesen Jahren immer häufiger im Schatten von Bertrand Crasson, einem der stärksten Konkurrenten auf seiner Position. Im Jahre 2000 nahm er dann erstmals an einer Europameisterschaft teil, da Belgien als Gastgeber bereits qualifiziert war. Doch auch bei diesem Turnier blieb ihm ein Einsatz verwehrt. Zwei Jahre später folgte mit der WM 2002 seine letzte Turnierteilnahme. Dieses Mal kam er sogar zu zwei Einsätzen in den Spielen gegen den Gastgeber Japan und gegen Russland. Kurz danach beendete er seine Karriere und kam somit auch in der Nationalmannschaft zu keinen weiteren Einsätzen. Sein einziges Tor schoss er in der Qualifikation zur WM 1998 gegen San Marino.

## Titel und Erfolge
- Belgischer Meister: 1997
- Belgischer Pokalsieger: 1999
- Belgischer Supercup: 1997, 1999